# Region Sahel
Region Sahel – jeden z 13 regionów w Burkinie Faso, znajdujący się w północnej części kraju.
W skład regionu wchodzą 4 prowincje:
- Oudalan
- Séno
- Soum
- Yagha